# Lithobius enans
Lithobius enans är en mångfotingart som först beskrevs av Chamberlin 1938.  Lithobius enans ingår i släktet Lithobius och familjen stenkrypare. Inga underarter finns listade i Catalogue of Life.